# 大来志郎
大来志郎（おおきた しろう、1974年9月3日 - ）は、日本の財務官僚。

## 来歴
東京都出身。東京大学文科類（教養学部）に入学。東大法学部卒業。1998年 大蔵省入省（大臣官房秘書課）。1999年4月 大臣官房秘書課調査係長心得。2000年 留学（プリンストン大学）。2002年7月 財務省主計局総務課企画係長兼主計局調査課調査第三係長。主に国会、官邸など、財務省の外から飛んでくる情報や、主計局内の各予算係が報告してくる霞ヶ関中の情報について交通整理をしていた。基本的に職場に1番乗りし、今日起こりそうな出来事、仕事の流れを確認。可能なかぎりの情報を入手して、1週間の予定を確認する朝礼会で使われる日程表を用意していた。2003年7月 主計局総務課企画係長。
2011年 内閣官房社会保障改革担当室員。同年 主計局総務課長補佐（企画）。概算要求に関する基準の企画立案をしたり、各予算係の予算の査定が財政運営目標と整合的なものになるように進行管理を行う。2012年 主計局主計官補佐（厚生労働第六、七係主査）。2013年6月 主計局主計官補佐（防衛係主査）。2014年7月 主計局主計官補佐（厚生労働第三係主査）。2015年7月 主計局主計官補佐（厚生労働総括、第一係主査）。
2016年6月22日 主計局総務課長補佐（企画）兼主計局総務課予算企画室長。2017年7月14日から麻生財務大臣秘書官（事務担当）兼内閣官房（国務大臣秘書官（事務担当））。2019年7月5日 外務省在フランス大使館参事官。
2022年7月1日 金融庁総合政策局参事官（信用制度担当）。

## 略歴
- 1998年4月：大蔵省入省（大臣官房秘書課）。
- 1999年4月：大臣官房秘書課調査係長心得[3]。
- 2000年：留学（プリンストン大学）。
- 2002年7月：財務省主計局総務課企画係長 兼 主計局調査課調査第三係長[4]。
- 2003年7月：主計局総務課企画係長。
- 2004年7月：金融庁総務企画局企画課長補佐。
- 2005年：金融庁総務企画局企業開示課長補佐。
- 2007年7月：金融庁総務企画局市場課長補佐。
- 2008年7月：金融庁総務企画局信用制度参事官室課長補佐。
- 2009年7月：主税局税制第二課長補佐（揮発油税）[8]。
- 2010年：主税局税制第一課長補佐（資産税）[9]。
- 2011年：内閣官房社会保障改革担当室員。
- 2011年：主計局総務課長補佐（企画）[6]。
- 2012年：主計局主計官補佐（厚生労働第六、七係主査）。
- 2013年6月：主計局主計官補佐（防衛係主査）。
- 2014年7月：主計局主計官補佐（厚生労働第三係主査）[7]。
- 2015年7月：主計局主計官補佐（厚生労働総括、第一係主査）。
- 2016年6月22日：主計局総務課長補佐（企画） 兼 主計局総務課予算企画室長。
- 2017年7月10日：大臣官房付。
- 2017年7月14日：大臣官房付 兼 麻生財務大臣秘書官（事務担当） 兼 内閣官房（国務大臣秘書官（事務担当））。
- 2019年7月5日：外務省在フランス大使館参事官。
- 2022年6月30日：大臣官房付。
- 2022年7月1日：金融庁総合政策局参事官（信用制度担当）。